# Palimna sumatrana
Palimna sumatrana là một loài bọ cánh cứng trong họ Cerambycidae.